# Cribroheros
Cribroheros ist eine Gattung mittelamerikanischer Buntbarsche. Die Gattung kommt vom westlichen Panama bis zum südlichen Mexiko sowohl auf der karibischen als auch auf der pazifischen Seite der mittelamerikanischen Landbrücke vor. Cribroheros-Arten ernähren sich, indem sie Sand oder Schlamm mit dem Maul aufnehmen, ihn durchkauen, dabei kleine Organismen aussieben und das durchgekaute Substrat anschließen wieder ausstoßen. Auf diese Ernährungsweise deutet auch der wissenschaftliche Gattungsname hin (Lt: Crībrum = Sieb + Heros).

## Merkmale
Cribroheros-Arten besitzen eine besondere, auf ihre Ernährungstrategie angepasste Kopfanatomie und einen Rumpf, der nur ursprüngliche (plesiomorphe) Merkmalsausprägungen zeigt. So ist die untere Kopfregion horizontal orientiert, das Maul steht auffällig vor. Die präorbitale Region des Schädels (Bereich vor der Augenhöhle (Orbita)) steigt vom Maul zum Auge stetig an, die Lacrimale (ein Schädelknochen, der analog zum Tränenbein der Säuger ist) ist hoch. Das Maul ist mit kleinen, nadelartigen Zähnen besetzt, die dicht beieinander stehen und in Richtung der Symphyse kaum an Größe zunehmen. Von der Gattung Thorichthys, die dieselbe Ernährungstrategie und Kopfform hat, unterscheidet sich Cribroheros durch das Fehlen eines Flecks auf den Kiemendeckeln und durch die plesiomorphe Rumpfanatomie. Im Unterschied zu den meisten anderen mittelamerikanischen Buntbarschen haben Cribroheros-Arten nur zwei dunkle Bänder auf den Körperseiten (vs. drei).

## Systematik
Die Gattung Cribroheros wurde erst im April 2016 durch ein Team tschechischer Ichthyologen eingeführt. Vorher zählten die Arten der Gattung zu Amphilophus (und davor zu Cichlasoma) und bildeten zusammen mit Astatheros macracanthus, Darienheros calobrensis und Wajpamheros nourissati die Amphilophus macracanthus-Artengruppe.

## Arten
Gegenwärtig zählt die Gattung acht Arten:
- Cribroheros alfari (Meek, 1907)
- Cribroheros altifrons (Kner, 1863)

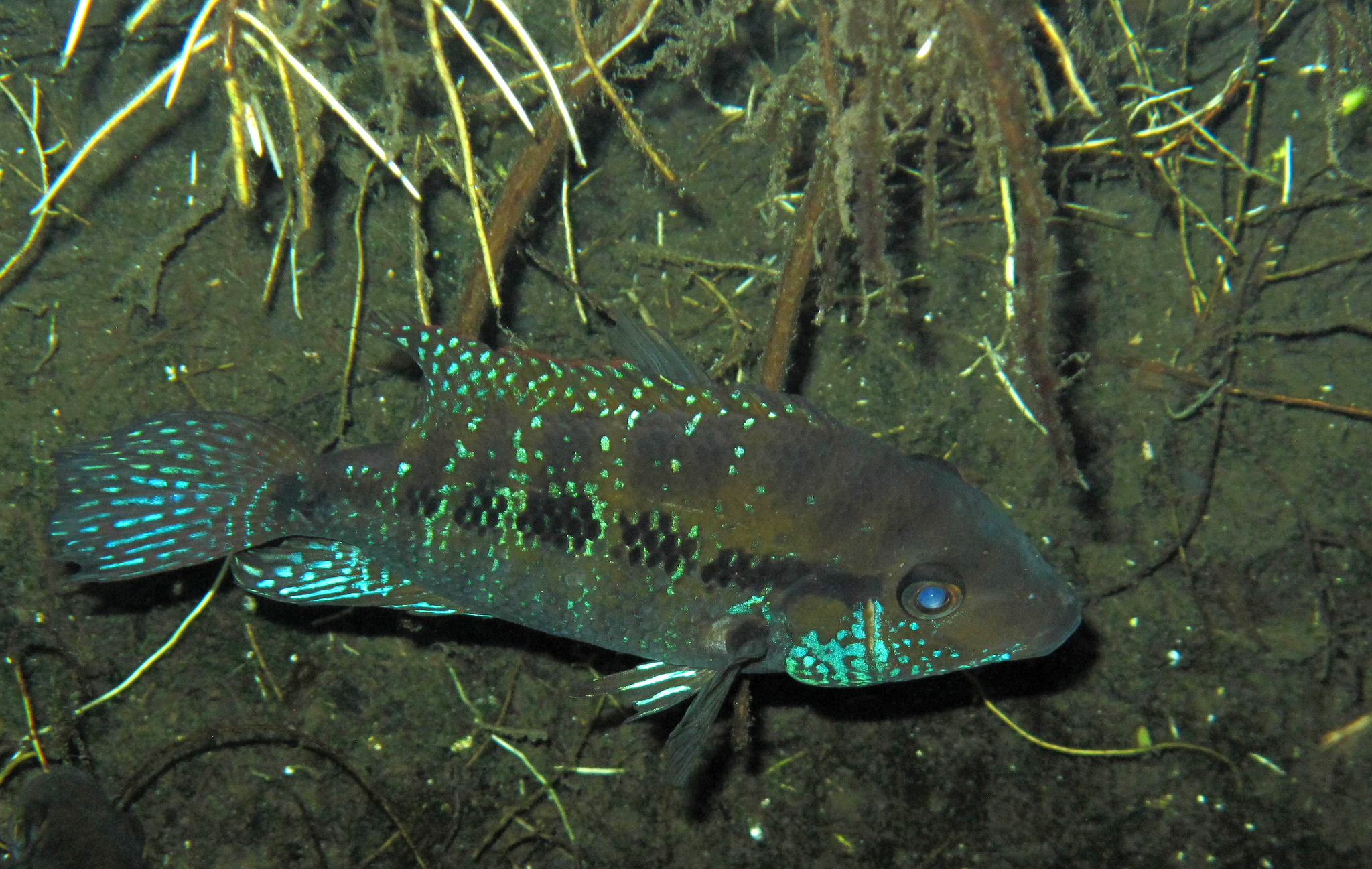
Cribroheros robertsoni

- Cribroheros bussingi (Loiselle, 1997)
- Cribroheros diquis (Bussing, 1974)
- Cribroheros longimanus (Günther, 1867), früheres Synonym: „Cichlasoma“ popenoi (Carr & Giovannoli, 1950)
- Cribroheros rhytisma (López, 1983)
- Cribroheros robertsoni (Regan, 1905)
- Cribroheros rostratus (Gill in Gill & Bransford, 1877)

## Belege
1. 1 2 3  Říčan, O., Piálek, L., Dragová, K. & Novák, J. (2016): Diversity and evolution of the Middle American cichlid fishes (Teleostei: Cichlidae) with revised classification (Memento des Originals vom 5. April 2016 im Internet Archive)  Info: Der Archivlink wurde automatisch eingesetzt und noch nicht geprüft. Bitte prüfe Original- und Archivlink gemäß Anleitung und entferne dann diesen Hinweis.. Vertebrate Zoology, 66 (1): 1–102.
2. ↑  Claus Schaefer: Cichlasoma. In: Claus Schaefer, Torsten Schröer (Hrsg.): Das große Lexikon der Aquaristik. Eugen Ulmer, Stuttgart 2004, ISBN 3-8001-7497-9, S. 233–241.
3. ↑  Cribroheros auf Fishbase.org (englisch)